# Faaone
Faaone (traduction : extension de sable) est une commune associée située sur le littoral de l'île de Tahiti, en Polynésie française. Faisant partie de la commune de Taiarapu-Est, elle est située près de l'isthme de Taravao, où se trouve le deuxième centre urbain de Tahiti.

## Géographie

### Toponymie
Selon l'histoire et les témoignages des anciens, Faaone s'appelait Raahiti, et était traditionnellement rattachée au district de Hitia'a. 

### Situation
Faaone est une commune située sur l'île de Tahiti, en Polynésie française. Elle se trouve au sud-est de l'île, près de l'isthme de Taravao, et est localisée sur la plus grande partie de l'île, Tahiti Nui (grand Tahiti). Son plus haut sommet se nomme Tevaitoi, qui culmine à 1 368 m. Le plus haut sommet qui se situe à Outuofai est Orotere, et vers Papeivi on peut trouver Tuavini.
Elle est délimitée sur la côte Est par deux communes, celle de Hitia'a, plus au nord, à partir de Teruaohiti, à Vaiiha, jusqu'à la commune de Taravao, plus au sud, sur le site du port de Faratea, vers la montée du Rimap.
Elle fait partie de l'une des plus grandes communes (classée au 6e rang sur les 21 communes de Tahiti), et s'étend sur 64,9 km2. Malgré sa superficie, elle est aussi une région très montagneuse, surtout à partir du pont d'Outuofai jusqu'à Vaiiha, où de grands travaux de terrassement de la falaise sont souvent réalisés.

### Hydrographie
On peut trouver plusieurs rivières qui traversent la commune :
- Vaiihaiteuatopatanui ou Vaiiha (PK 43,97) : C'est le spot des surfeurs et des baigneurs où l'on trouve une grande rivière avec une plage de sable noir, parfait pour des pique-niques.
- Vaitavatava : Ancienne petite source qui se trouvait au niveau de la route qui traverse la falaise de Puaiti. Auparavant, ce lieu permettait aux habitants de s'approvisionner en eau pour leur propre consommation. Mais à cause des travaux de terrassement, la source n'existe plus.
- Outuofai (PK 45,21) : Large rivière où se trouve un pont construit récemment, qui porte le nom de ce dernier.
- Tevaitapu
- Mapuaura ou Tahauri (PK 47,43) : Large rivière déconseillée à la baignade en raison de la qualité de l'eau. À cet endroit, se trouve un ancien pont assez étroit pour les promeneurs et les véhicules.
- Vaihi (PK 48,39) : C'est le spot des baigneurs car au fond, on peut trouver une belle cascade où plusieurs personnes vont pour se rafraîchir. Au sommet de cette cascade, on peut découvrir deux petits bassins peu profonds idéaux pour des rencontres en amoureux.
- Vaitoare (Eau des vagues)
- Papeivi (Eau des revenants - PK 51,09) : Petite rivière idéale pour attraper des crevettes.
- Tevaipohe
- Tevaipuna

### Démographie
Selon l'ISPF, la population de la commune de Faaone est de 2005 habitants d'après le dernier recensement effectué en 2017, pour une superficie de 64,9 km2, soit une densité de 30,89 hab/km2. Comme toutes les autres communes, la majorité des habitants vivent sur une bande côtière, mais on remarque une petite augmentation d'une partie de la population qui commence à vivre dans les vallées.
La population de Faaone est regroupée suivant quatre quartiers :
- Faratea
- Papeivi (Eau des revenants)
- Mapuaura
- Outuofai

| 1977                           | 1983 | 1988 | 1996 | 2002 | 2007 | 2012 | 2017 | 2022 |
| ------------------------------ | ---- | ---- | ---- | ---- | ---- | ---- | ---- | ---- |
| 681                            | 828  | 1033 | 1329 | 1599 | 1853 | 1996 | 2005 | 2170 |
| Sources ISPF, Mairie de Faaone |      |      |      |      |      |      |      |      |

Voici ci-dessous, un graphique sur la commune de Faaone classé par date de recensement. 
La population n'a cessé d'augmenter lentement chaque année. Une petite évolution en partie grâce à la construction de lotissements (Tuufai, Amuriavai...) et à une vente organisée de parcelles de terrains près du champ de tir. Cependant, elle est placée loin derrière les autres communes de Taiarapu-Est.

## Histoire

### Légendes

#### Te Parau no Raahiti
À l’époque, Faaone se nommait Raahiti. Voilà son histoire : tout commença quand « Teeva » quitta son mari à Mahaena. En arrivant à Hitiaa, à l’embouchure d’une rivière qu’on appelait Mahateaho ; elle était essoufflée et s’était arrêtée pour se reposer. En entendant le son des oiseaux, elle quitta Mahateaho et courut encore.
Et voilà comment cette femme arriva jusqu’à Vaiiha. Il faisait nuit et le chemin n'était pas visible. Arrivé à Taahue, la femme continua, et là, elle jette un coup d'œil et se dit, "Mais où est donc mon chemin" ? Et elle continue à le chercher. C’est de cette façon qu’est venu le nom de : Fa’ao one.
Il faisait nuit lorsqu'elle arriva près de la rivière de Mapuaura à Faaone. Sans se rendre compte, elle se trompa de route, allant dans la forêt de mapé que l’on appelle : Poihahi. Et elle arriva jusqu'au lieu appelé Teruavarivari. Le lendemain matin, elle arriva à Papeivi, et aussitôt, jusqu’à Tevaipuna que l’on appelle aujourd’hui Taravao.
Voici un dithyrambe (en tahitien parau paari) consacré à cette histoire :
Na tahatai au i Mahateaho e 
Pato te 'uriri na manu, 
Huri a'e ta'u mata i uta i Faraora 
Na uta ho i au te haere. 
Aua'a noa iho Teapitirua 
Te vahi i ora ai au nei...

#### Légende de la Chenille
Il était une fois un couple qui habitait une chefferie à Faaone. Le couple fut chassé par le grand chef. Ne sachant pas où aller, ils s’abritèrent dans une grotte nommée Tu’itu’ipuapua à Hitiaa. Cependant la femme était enceinte. Quand le jour de son accouchement arriva, elle fut troublée, et de cette union naquit une chenille. 
Les parents nourrirent cet enfant et un jour voyant qu’il grandissait de plus en plus, ils s’enfuirent. La chenille pleura et décida alors de creuser un trou.
Des années passèrent, la bête devint un monstre. Un jour elle s’éloigna de sa grotte, elle était à la recherche de nourriture. En arrivant dans le district de Mahaena la chenille vit une jeune femme qui surfait. Elle se nommait Hina et était promise à un guerrier. La bête tomba amoureuse. Elle rentra chez elle, et le lendemain elle décida de l’enlever. Elle la prit, la cacha dans sa grotte. Le guerrier sut que Hina avait été enlevée, il décida de se mettre à sa recherche. Il la trouva et défia la chenille. Ne sachant pas comment la tuer, il alla voir un sorcier qui lui expliqua qu’il fallait la découper en sept morceaux et attendre la pleine lune.
Cet exploit fut réalisé et le guerrier rentra dans sa demeure avec sa promise.

#### Légende des guerriers de la vallée de Papeiha
Ils sont partagés en trois villages guerriers. Ceux qui vivent au fond de la vallée, ne s'entendent pas avec ceux qui sont au milieu, et ceux qui se trouvent au milieu sont en désaccord avec ceux qui vivent en bord de mer parce qu'ils ont des lois différentes les uns des autres. C'est la raison pour laquelle il y avait beaucoup de conflits entre eux. Ils allaient capturer des habitants d'un de ces villages puis ils le frappaient en guise d'avertissement.

## Culture locale et patrimoine

### La cascade de Faaone

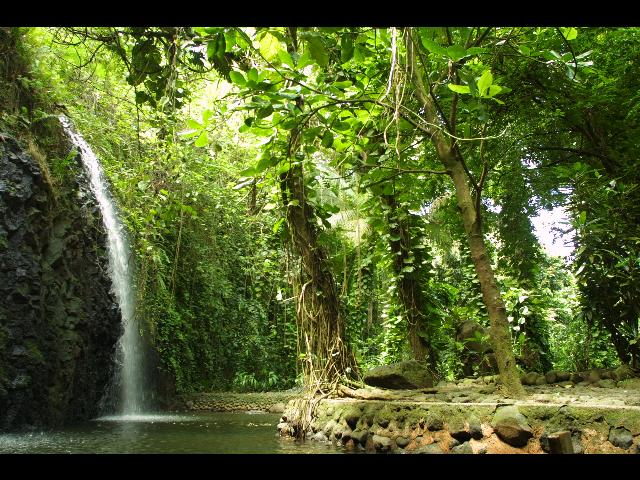
Vue de la cascade de Faaone

C'est une belle cascade à deux chutes située entre la rivière de Mapuaura et celle de Vaitoare, qui attire beaucoup de monde chaque weekend. Sa particularité est qu'elle possède deux grandes chutes d'eau qui se déversent dans un grand bassin, et on peut trouver à sa hauteur deux petits bassins, semblables à des jaccuzis.
Un grand manguier est placé à cet endroit, ainsi que de grosses pierres près du bassin. Pour pouvoir se rendre aux deux petits bassins qui sont situés à hauteur de la cascade, un chemin en forme d'escalier est aménagé à cet effet pour faciliter le parcours.

### Sites archéologiques

#### Les grottes de Papeiha
Très haut dans la vallée de Papehia, il existe des grottes creusées dans la paroi verticale du rocher. Ces grottes contiennent des corps enveloppés de tapa, placés là depuis des temps reculés.
Ces grottes sont maintenant inaccessibles. Il en existe une autre que l'on peut atteindre assez difficilement, et qui contient le squelette d'un géant dont l'os frontal porte la marque d'un tatouage ancien. À Hawaï dans la baie de Kealoketua, il existe également des grottes funéraires similaires dont l'inaccessibilité demeure incompréhensible.

#### Les marae
On pouvait rencontrer dans le district des ruines de marae, qui étaient des sanctuaires de plein air représentés par des édifices de pierres, solidement construits, et qui semblaient être des lieux de culte sacrés des ancêtres tahitiens, destinés probablement aux réunions, cérémonies religieuses ou à un symbole de l'organisation familiale. Il y avait notamment le marae de Atitapu, qui renfermait les énigmes cachées d'anciens chefs. Teruaovarirua et Terioinia sont des marae de la reine de Maumaureva.
Plus bas vers la mer, on pouvait trouver le marae de Putaimaruiteututau, appelé plus communément : « Putaimaru ». En direction de la mer à Outuofai, près de la falaise de Puaiti, c’était là l’énigme du guerrier que l’on appelait Vaitavatava.
D'après l'étude de José Garanger, dont l'ouvrage est les pierres et rites sacrés, il y avait un marae du nom de Hitiaa placé sans doute entre la rivière de Papeiha (Vaiiha) et celle de Utuofai. Une étude approfondie nous montre que ce marae était probablement celui de la princesse Huitoa i Iriti, première épouse de Teva, prince régnant de Papara et fils d'un prince de Havai'i et de Hotutu, princesse régnante de Papeari.

#### La pierre de Mahinuitevaipohe
Il existe une pierre à trois bosses, que les anciens appelaient « Mahinuitevaipohe ». Une chanson lui est même consacrée.

## Économie

### L'élevage
On peut trouver plusieurs petites entreprises spécialisées dans l'élevage. Certaines d'entre elles élèvent des poules, des cochons, et des poissons d'eau (appelés communément Fish) du côté de Mapuaura, avec une petite exploitation de lapins pour la compagnie des hommes plus près de Outuofai.

### L'agriculture
Certains propriétaires terriens font de la culture de produits locaux (taro, igname, fei...), cependant, on peut trouver quelques personnes qui s'occupent de plantations de fleurs (opuhi, oiseaux paradis...), très demandées durant la Toussaint.

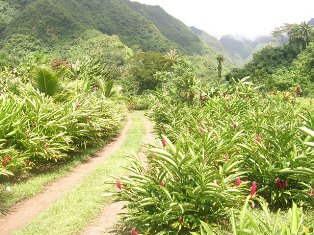
Vue d'une exploitation agricole de fleurs du côté de Outuofai au PK 45,2 côté montagne

### La pêche
La pêche est également une activité lucrative qui fait participer plusieurs habitants de la commune. On peut trouver à certains endroits la pêche des fameux Ature, et également des « īna’a » (alevins de sicyopterus), petits poissons souvent cuisinés sous forme de beignets que l'on pouvait trouver vers Vaiiha.

### Petits commerces et services
À l'époque, on pouvait trouver un magasin de produits alimentaires qui s'appelait magasin Pierrot, où les habitants pouvaient faire leur petite course. Elle avait été rachetée récemment, et appelée Ioela. Dernièrement, elle a été fermée définitivement. Certains habitants regrettent cette fermeture définitive car ils sont obligés de se rendre sur Taravao pour se réapprovisionner.
- Il y a, à peu près, quatre petites entreprises spécialisées dans la mécanique.
- On peut aussi trouver un docteur en psychiatrie, ce qui peut être très avantageux pour les problèmes sociaux.
- Des petits bungalows ou petites maisons en location sont aussi présents dans la paisible commune.
- Un snack qui s'appelle Niuarii, qui propose des spécialités et des plats à emporter.
- Une petite partie de la population s'occupe de la garde de personnes âgées à domicile, ce qui peut permettre à certains de trouver réconfort et de ne pas se retrouver seul.

### Le port de Faratea
L'aménagement du port de Faratea entre la commune de Faaone et Taravao pourrait d'une part générer de l'emploi pour les habitants et d'autre part accueillir des bateaux pour ainsi créer d'autres commerces pour la deuxième ville.

## Organisation administrative
Ànciennement, la mairie de Faaone se situait au PK 47 côté montagne, près de la salle omnisports, non loin de l'ancien magasin Ioela. En raison de son état délabré, les nouveaux locaux ont été déplacés et se trouvent désormais au PK 46,5 côté montagne, près du temple protestant de Faaone. L'inauguration a été réalisée le 9 février 2001.

### Statut
Autrefois rattachée au district de Hitiaa, une division territoriale prendra effet par arrêté no 454 SG le 29 mai 1945. (Parution Journal Officiel des Établissements français de l'Océanie). Elle fera partie de la commune de Taiarapu-Est, lors des travaux préparatoires à la communalisation proposée par les autorités de l'État. Ce changement a été rendu effectif le 28 juin 1972 par décret en Conseil d'État pris en application de la loi communale no 71 – 1028 du 24 décembre 1971.
La commune de Taiarapu-Est se compose des communes associées de Afaahiti-Taravao (Chef-lieu), Faaone, Pueu et Tautira.

### Maires de Faaone
| Photo | Nom                      | Années de mandat      | Commentaires                                                            |
| ----- | ------------------------ | --------------------- | ----------------------------------------------------------------------- |
|       | Faatoa Tatarata          | 1945 - 1952           | Décédé                                                                  |
|       | Théophile dit Tavi Maiai | 1953 - 1967           | X                                                                       |
|       | Jean Amini               | 1967 - 1973           | Décédé                                                                  |
|       | Fireni Paul Tiapari      | 1973 - 1980           |                                                                         |
|       | Charles Picard           | 1980 - 1994           | Décédé                                                                  |
|       | Haamoetini Lagarde       | 1994 - mars 2001      | Modernisation des équipements et construction de la nouvelle mairie     |
|       | Edwin Faua Teotahi       | mars 2001 - mars 2014 | Parti politique : Te Hotu Api No Faaone - Inauguration du nouveau stade |
|       | Vaea Colombel            | mars 2014 - 2020      | X                                                                       |

Les photos des anciens maires sont affichées dans la salle de réunion de la mairie de Faaone.

## Enseignement

### École Ahiti Tera
Adresse : PK 46.8 côté montagne - Tél./Fax : 40.57.13.37 - Email : faaone@dep.pf
L'école Ahiti Tera a été ouverte en 1973. Son nom évoque un lever (Ahiti) de soleil (Tera). L'école est située non loin de la mairie de Faaone. Elle compte 6 classes de la SP au CM2. Sa directrice actuelle est Mariella Colombani. L'école dispose d'un restaurant scolaire, d'une BCD, d'un préau et de deux cours de récréation. L'une réservée aux jeux de la maternelle et l'autre réservée aux élèves de l'école élémentaire.

## Religion
Il existe trois lieux de cultes religieux sur la commune :
- Église catholique de St Pierre (ou Petero Peata)
- Temple protestant de Zinai
- Temple adventiste

### L'Église catholique de St-Pierre

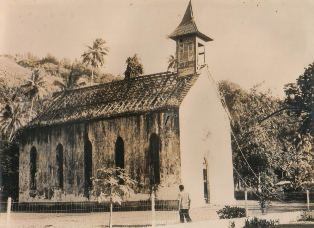
Vue de l'église St-Pierre après le passage du cyclone Veena. Elle a été démolie en juillet 1985

L'église St-Pierre ou Petero Peata de Faaone est située du côté montagne, non loin du temple protestant, en face du cimetière catholique. La paroisse possède deux grands domaines, le premier situé du côté mer, qui réunit un cimetière et une parcelle  assez vaste avec une plage, où sont organisés certaines activités et manifestations, et le deuxième situé du côté montagne, où sont placés son église, une grande maison de rassemblement, appelé aussi "Fare Amuiraa" et une petite grotte qui accueille la statue de la Vierge Marie. 

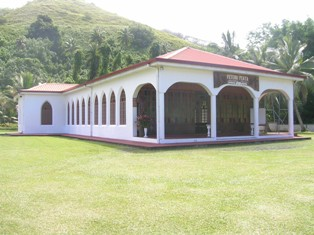
Vue de l'église St-Pierre ou Petero Peata aujourd'hui.

Pour remplacer l'ancienne église dévastée partiellement par le cyclone "Ve'ena", le projet de construction d'une nouvelle église a été accomplie grâce au dynamisme des paroissiens et de l'ancien président de la paroisse, Monsieur Tatarata Henri, qui ont pu inaugurer ce nouvel édifice le 17 septembre 1988. Le clocher a été placé au début près de la grande maison de rassemblement, puis déplacé récemment près de la nouvelle église.
Actuellement, la paroisse est dirigée par l'ancien frère Tiapari Toby, devenu diacre. L'office religieux est donné tous les dimanches à partir de 9 heures par un diacre ou un prêtre, et dure en général une heure. 
La paroisse possède toujours son groupe de jeunes, (où les membres qui en font partie se réunissent chaque semaine pour répéter les chants du dimanche), ainsi que son groupe du Rosaire.

#### Missionnaires et prêtres
Béchu Michel (1850-1910), a été ordonné prêtre le 04 juin 1875 à Papeete, puis est devenu instituteur missionnaire à la paroisse de Faaone vers 1884.

## Personnalités

### Gauguin trouve sa femme
Vers le milieu de 1892, il rencontre sa femme dans le petit district de Faaone, sur la côte est, pendant la seule excursion qu'il entreprend au-delà des limites de Mataiea, d'abord en diligence jusqu'à Taravao et ensuite à cheval. Son nom est Teha'amana mais elle est plus connue sous le nom de Tehura (Te'ura), celui que Gauguin lui donne dans son récit Noa Noa. Teha'amana n'a que treize ans, ce que tout le monde à Tahiti, y compris la jeune fille, considère comme un âge nubile.
Paul Gauguin fait une demande en mariage en ces termes directs et précis.
- Tu n'as pas peur de moi ?
- Non.
- Veux-tu toujours habiter ma case ?
- Oui.
- Tu n'as jamais été malade ?
- Non.
Les parents sont un peu plus difficiles. Ils exigent que la première semaine soit une période d'essai qui décidera de l'avenir. Ces quelques jours passés, Teha'amana reste avec lui. « Je me remis au travail et le bonheur succédait au bonheur », écrit-il. « Chaque jour au petit lever du soleil, la lumière était radieuse dans mon logis. L'or du visage de Teha'amana inondait tout l'alentour et tous deux dans un ruisseau voisin nous allions naturellement, simplement comme au Paradis nous rafraîchir... Teha'amana se livre de plus en plus, docile, aimante, la noa noa tahitien embaume tout. »

## Galerie de photos

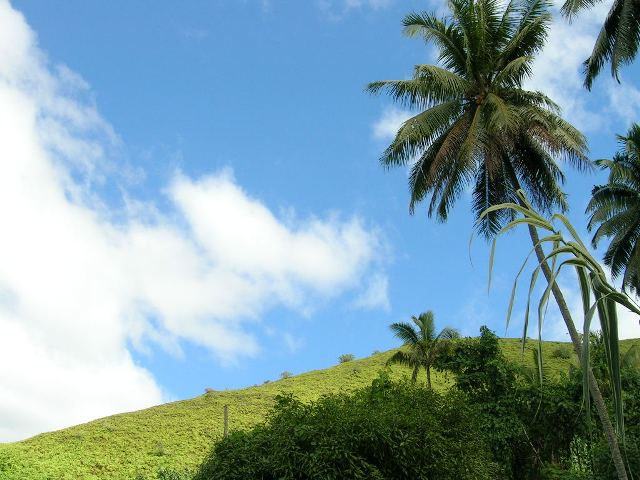
Vue d'un paysage situé au PK46
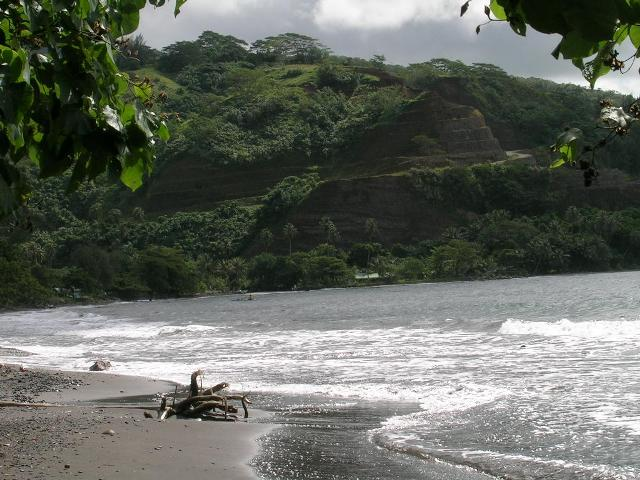
Vue de la falaise où des travaux de terrassement sont souvent réalisés.
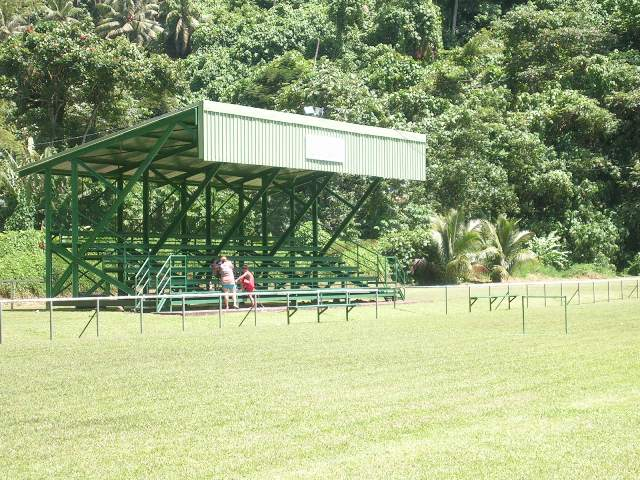
Stade de Faaone en 2006